# Evangelisch-Lutherisches Dekanat Kitzingen
Das Evangelisch-Lutherische Dekanat Kitzingen ist eines der 19 Dekanate des Kirchenkreises Ansbach-Würzburg. Amtierende Dekanin ist Kerstin Baderschneider. Sein Gebiet umfasst den größten Teil des Landkreises Kitzingen.

## Geschichte
Im heutigen Dekanatsbezirk sind etwa 40 % der  Bevölkerung evangelisch und 45 % katholisch. Einige Gemeinden haben lange evangelische Traditionen bis in die Reformationszeit. Das ist in der Herrschaftsstruktur im 16. Jahrhundert begründet. Das Hochstift Würzburg hatte große Besitzungen im Raum des Maindreiecks. Weitere Herrschaftsträger waren das Markgraftum Brandenburg-Ansbach, die Grafschaft Castell, sowie die Reichsritterschaft.
Das Fürstentum Ansbach hatte neben dem eigenen Herrschaftsgebiet auch das Pfand über das Benediktinerkloster Kitzingen und setzte auch dort 1528 die Reformation durch. In den Kitzinger Pfandorten fand 1629 bis 1632 und 1643 die Gegenreformation statt. 1650 erfolgte die Restitution durch den Westfälischen Frieden. Die zugehörigen Orte waren Albertshofen (1650 bis 1857 katholisches Mitbenützungsrecht der Kirche), Buchbrunn (1702–1804 katholisches Mitbenützungsrecht der Kirche), Repperndorf (1650–1910 katholisches Mitbenützungsrecht der Kirche), Rödelsee (Simultaneum 1651–1780) und Schernau. In Kitzingen wurde 1650 neben der katholischen eine evangelische Pfarrei geschaffen. In Mainstockheim war es ähnlich. Der Ort war strittig zwischen Würzburg, dem Inhaber der Hochgerichtsbarkeit und den Vogteiherren Ansbach, Kloster Ebrach und von Bechtolsheim. In Neuses am Berg trafen ebenfalls die Interessen von Würzburg und Ansbach aufeinander. 1589 erhielt Ansbach durch Schenkung das Patronatsrecht. Vor 1576 wurde der Ort evangelisch. 1628 fand die Gegenreformation statt, 1650 die Restitution mit katholischem Mitbenützungsrecht der Kirche bis 1784. Kleinlangheim, Mainbernheim, Marktsteft, Obernbreit und Sickershausen gehörten unmittelbar zum Fürstentum Ansbach und sind seit 1528 evangelisch. Kaltensondheim gehörte zum Rittergut Erlach, das die Freiherrn von Seinsheim, ab 1566 die Grafen von Schwarzenberg besaßen. Johann zu Schwarzenberg war ein eifriger Förderer der Reformation. Er und sein Sohn führten die Reformation in Bullenheim, Dornheim, Geiselwind, Herrnsheim, Hüttenheim, Iffigheim, Markt Scheinfeld, Seinsheim und Weigenheim bis etwa 1540 ein. 1588 starb die evangelische Linie der Schwarzenberg aus. Johann der Jüngere wollte, dass die Reformation Bestand hatte, und übertrug per Testament die Kirchengewalt an Ansbach. In der Gegenreformation 1626 bis 1627 setzte sich Schwarzenberg darüber hinweg, so dass alle Pfarreien wieder katholisch wurden. Obwohl für alle Pfarreien gemäß dem Westfälischen Frieden das Normaljahr galt, blieben die Pfarreien katholisch. Marktbreit befand sich im gemeinschaftlichen Besitz derer von Seckendorff und des Freiherrn von Seinsheim und wurde 1551 evangelisch. Fröhstockheim war ein ritterschaftlicher Ort unter denen von Heßberg, ab 1531 von Crailsheim. Die Reformation wurde dort um 1530 eingeführt. Segnitz befand sich in der Reformationszeit in gemeinschaftlichem Besitz der Zobel von Giebelstadt und des Klosters Auhausen. Das Kloster wurde im Zuge der Reformation von Ansbach aufgehoben, so dass Ansbach ab 1535 in Segnitz dessen Nachfolge antrat. Das Kirchenpatronat lag bei den Zobel und dem Stift Haug. Nach Ausschaltung des Stifts Haug 1601 konnte die evangelische Lehre eingeführt werden.
Kitzingen ist die Geburtsstadt des Reformators Paul Eber. Sein Theologiestudium führte ihn nach Wittenberg, wo er auch starb.
Nachdem das Gebiet an das Großherzogtum Würzburg gefallen war, wurde hier 1809 die Inspektion Kleinlangheim errichtet. 1814 wurde sie in die bayerische Landeskirche eingegliedert, zuerst als Inspektion, ab 1820 als Dekanat. Nach der Auflösung des Dekanats Mainbernheim wurde es 1827 um die dortigen Gemeinden erweitert. 1893 wurde es in Dekanat Kitzingen umbenannt.

## Frühere Dekane
- Christoph Schmerl, Dekan von 1988 bis 2003[3]

## Kirchengemeinden
Im Dekanatsbezirk leben 23.000 Gemeindeglieder in 18 Pfarreien, zu denen 21 Kirchengemeinden gehören. Im Folgenden sind die Pfarreien und Kirchengemeinden, sowie deren Kirchengebäude aufgeführt:
- Pfarreien mit jeweils einer Kirchengemeinde
  - Albertshofen, Pfarrkirche
  - Hohenfeld, evangelische Pfarrkirche
  - Kaltensondheim, Simultankirche St. Andreas
  - Kitzingen-Stadtkirche, Kitzingen, evangelische Stadtkirche, ehemalige Ursulinerinnenkirche; Hohenfeld, Friedhofkirche Bergkirche St. Margarete
  - Kitzingen-Friedenskirche, Kitzingen, Friedenskirche
  - Kleinlangheim, St. Georg und Maria
  - Mainbernheim, St. Johannis
  - Iphofen, ehemalige Spitalkirche St. Johann Baptist in Erbpacht von der katholischen Kirche
  - Mainstockheim, St. Jakob
  - Marktbreit, St. Nikolai mit Moritzkapelle
  - Obernbreit, St. Burkard mit Kreuzkapelle
  - Segnitz, St. Martin
  - Sickershausen, St. Johannes
- Pfarrei Rödelsee und Fröhstockheim
  - Kirchengemeinde Rödelsee, St. Bartholomäus (1780)
  - Kirchengemeinde Fröhstockheim, St. Laurentius (frühes 15. Jahrhundert)
- Pfarrei Marktsteft
  - Kirchengemeinde Marktsteft, St. Stephan
  - Kirchengemeinde Michelfeld, St. Michael
- Pfarrei Neuses-Dettelbach-Schernau
  - Kirchengemeinde Schernau, St. Andreas
  - Kirchengemeinde Neuses am Berg, St. Nicolai mit Dettelbach, Dreieinigkeitskirche
- Pfarrei Buchbrunn-Repperndorf
  - Kirchengemeinde Buchbrunn, St. Maria Magdalena
  - Kirchengemeinde Repperndorf, St. Laurentius
- Communität Casteller Ring-Geistliches Zentrum Schwanberg e. V.[4]
  - Schwanberg, St. Michael (1987)

## Kommunität Casteller Ring
Die Communität Casteller Ring ist eine Gemeinschaft von Frauen, die in der Evangelisch-Lutherischen Kirche in Bayern als Ordensgemeinschaft im Geist der Regel des heiligen Benedikt lebt. Die Kommunität hat ihr geistiges Zentrum auf dem Schwanberg.